# Wallendorf (Orlishausen)
Wallendorf (auch Wullendorf) ist eine Wüstung im Ortsteil Orlishausen von Sömmerda, Thüringen, Deutschland. 
Wallendorf ist für die frühmittelalterliche Besiedlung Thüringens von Bedeutung. Die Gemarkung der Wüstung liegt nur etwa fünf Kilometer von den Besitzungen des Schlossherrn entfernt. Das war Georg Graf und Herr von Werthern-Beichlingen, Schlossherr von Schloss Großneuhausen bei Sömmerda.

## Kultfigur eines germanischen Gottes
Aufsehen erregte der 1884 gemachte Fund einer Kultfigur einer germanischen Gottheit in Gestalt eines sitzenden Mannes. Die Vollplastik wurde in nur mäßiger Qualität aus Buntmetall gegossen; und das offenbar mit Pannen. Unterschiedliche Legierungsmischungen an verschiedenen Körperbereichen zeigen jedenfalls, dass mehrere Gussvorgänge vonnöten waren, um die Figur zu herzustellen. Die Figurine aus Bronze wurde als Einzelstück gefunden. Sie entstand in der Völkerwanderungszeit im 3. bis 6. Jahrhundert. Sie gehörte ursprünglich zur Privatsammlung des Barons Georg von Werthern, die sich in Schloss Groß Neuhausen bei Sömmerda, etwa 60 Kilometer von Halle entfernt befand. Die 7,1 cm große und 4,1 cm breite Statuette befindet sich im Landesmuseum für Vorgeschichte in Halle (Saale). Diese und weitere Teile einer Sammlung gingen durch eine Schenkung vom Sohn des Sammlers 1912 an das Museum.